# Celosia echinulata
Celosia echinulata är en amarantväxtart som beskrevs av Lucien Leon Hauman. Celosia echinulata ingår i släktet celosior, och familjen amarantväxter. Inga underarter finns listade i Catalogue of Life.